# Sahure
Sahure fou un faraó de la dinastia V de l'antic Egipte que va governar vers el començament del segle XXIII aC. El seu nom d'Horus fou Nebkhau; el seu Nebti Nebkhaunebti; el seu nom d'Horus d'or Neteruinebu o Bikaunebu; el seu Nesut-biti fou Sahure; el seu nom de Sa Ra fou també Sahure; Manethó li diu Sefres.
Fou probablement fill d'Userkaf i de la reina Khentkau I. Es va casar amb Neferthanebti i va tenir com a fills Horemsaf, Khakere, Nebankhere i Neterirenre. És possible que la seva mare hagués fet de regenta un temps durant la seva minoria al principi del regnat.
Van quedar molts rastres del faraó en el seu complex mortuori a Abusir. Entre aquests, una escultura del faraó assegut al tron amb el déu d'un nomós al seu costat.
Va augmentar les despeses en el manteniment dels temples, amb nombroses donacions sobretot al Baix Egipte. Els temples, que a més no pagaven impostos, es van enriquir i van guanyar independència: en només un any, Sahure va fer 5.856 ofrenes diàries de pa i cervesa i més de 400 hectàrees de terra. Un altre any, el seu mateix temple solar fou dotat amb 425 hectàrees en una única donació.
El comerç amb Líban i Creta es va estendre a Síria i Turquia. El nom de Sahure es va trobar escrit en una peça d'or al tresor de Dorak a Turquia. Un relleu mostra un os de Síria. S'explotaven mines de turquesa al Sinaí (al Wadi Maghara i Wadi Kharit) i de diorita a Núbia. Dl seu regnat és la primera expedició registrada al país de Punt,
Militarment, uns relleus mostren una expedició contra els libis, el príncep dels quals fou fet presoner i es van capturar molts animals, però com que un relleu molt semblant apareix en època posterior (Pepi II), no se sap si era original o fou una còpia d'un model d'època anterior.
Va construir un temple solar anomenat Sekhet-Re, que no s'ha trobat de moment, però és possible que fos el temple d'Userkaf que Sahure devia continuar construint i potser li va donar un altre nom, però una inscripció esmenta els dos temples en ús al mateix temps. Tenia un palau que es deia Uetjesneferusahure.
Va traslladar el lloc d'enterrament a Abusir. La seva piràmide es va dir "La piràmide on s'alça l'esperit de Ba". Està deteriorada i actualment no s'hi pot accedir. S'hi van trobar fragments de sarcòfag quan s'hi va entrar en el segle xix. La piràmide té uns 50 metres d'alçada i avui dia només en queden ruïnes. El nucli era esglaonat amb capes de pedra calcària ajuntada amb fang del riu i els buits plens de sorra. Al damunt dels esglaons, una capa de pedra calcària per a fer-la llisa. L'entrada era pel nord. Un corredor portava cap a una cambra i després continuava fins a la cambra funerària d'uns 40 m², on hi havia fragments de sarcòfag.
El temple adjacent tenia una entrada monumental i el camí que, a través d'una rampa, portava al pòrtic amb vuit columnes de granit tenia el nom de Sahure escrit, i darrere un altre pòrtic amb dues columnes també de granit, tot decorat amb escenes religioses o del faraó; des d'aquest segon pòrtic, s'anava a la teulada o al camí altra vegada. Aquest camí tenia quasi 250 metres, amb un vestíbul al final i amb sortida cap a ambdós costats rodejant una sala o pati amb columnes; hi ha decoració d'escenes de la vida de Sahure i de la seva família. Pel corredor que rodejava el pati, s'accedia a l'interior del temple (a l'esquerra) i a la piràmide subsidiària (a la dreta). Aquesta tenia uns 12 metres d'alçària. Hi havia també alguns magatzems i alguns vestíbuls, un dels quals portava al santuari i d'aquest es passava a una sala amb cinc habitacions, on es preparaven les ofrenes i els animals per als sacrificis. Aquest temple tenia, fins i tot, canals per a la pluja, amb forma de gàrgoles amb cap de lleó i els desaigües del patis eren per canals excavats a terra.
Va governar 12 anys segons el papir de Torí, però potser en foren més. Manethó n'hi dona 13, però la pedra de Palerm esmenta set censos de bestiar, cosa que voldria dir uns 14 anys, potser fins i tot 15, si es van fer cada dos anys, la qual cosa no se sap del cert.
El va succeir el seu germà Nefererkare o Nefererkare Kakai.